# Jenean Hampton

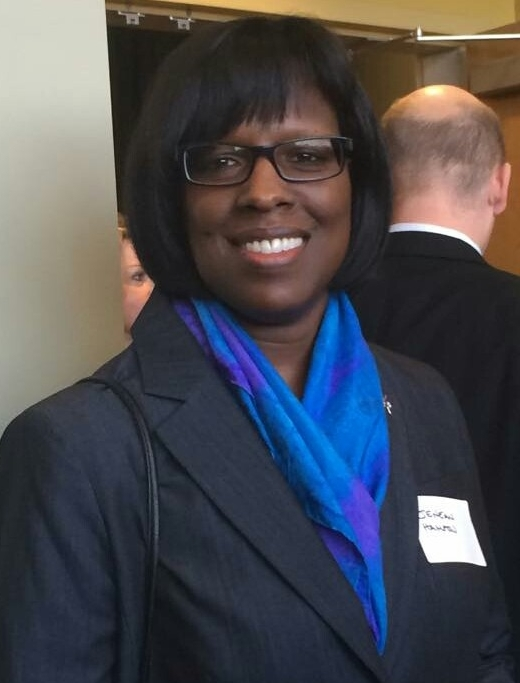
Jenean Hampton (2015)

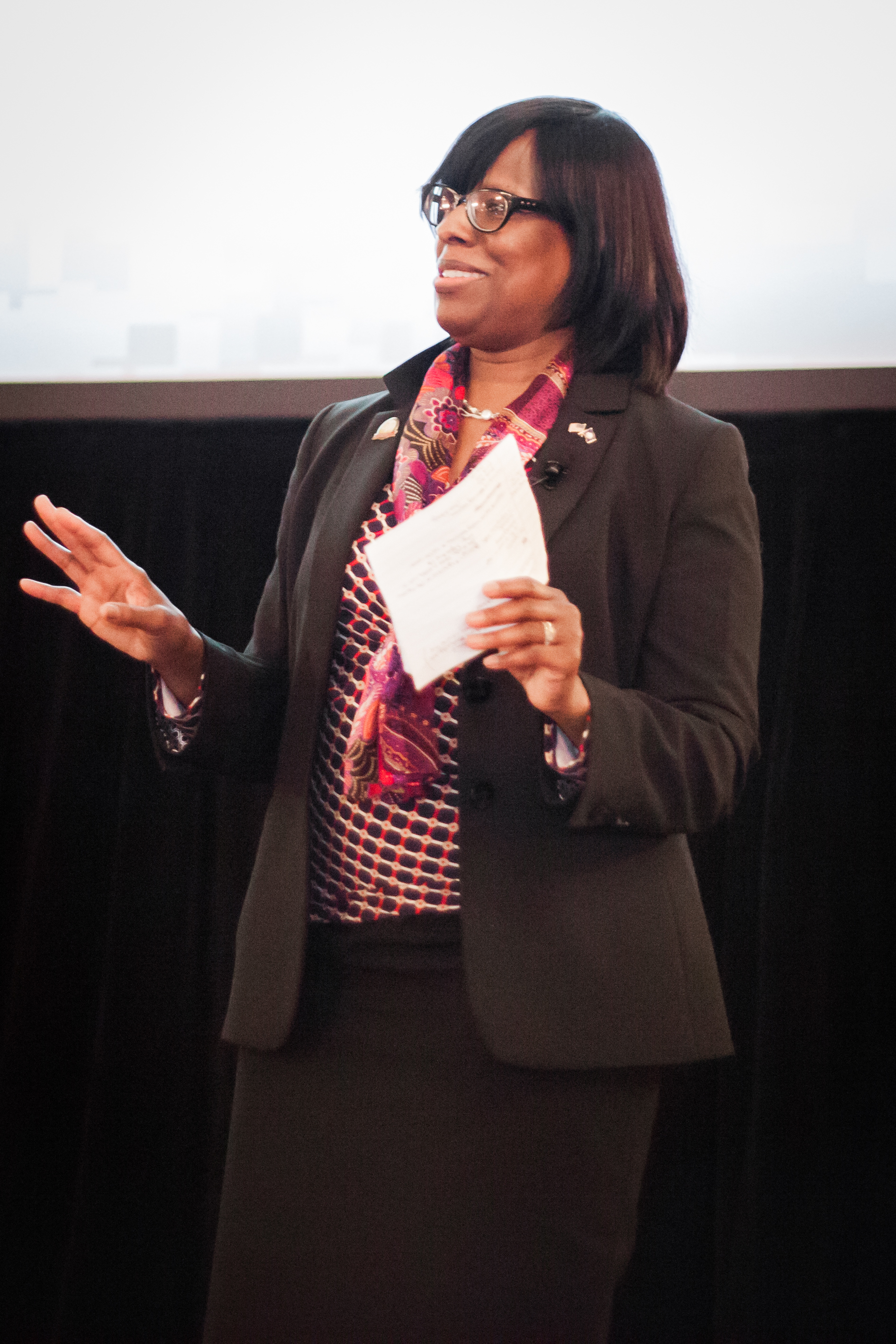
Jenean Hampton (2017)

Jenean M. Hampton (* 12. Mai 1958 in Detroit, Wayne County, Michigan) ist eine US-amerikanische Politikerin. Seit dem 8. Dezember 2015 ist sie Vizegouverneurin des Staates Kentucky.

## Werdegang
Hampton wuchs in Detroit auf und absolvierte dort die High School, ehe sie für einige Jahre für die Autoindustrie arbeitete. Sie war dann bis 1985 an der Wayne State University, wo sie Ingenieurwissenschaften studierte. Zwischen 1985 und 1992 war sie als Computerexpertin (Computer Systems Officer) für die United States Air Force tätig. Dabei erreichte sie den Rang eines Hauptmanns (Captain). Während des Zweiten Golf Kriegs war sie in Saudi-Arabien stationiert. Von 1993 bis 2003 arbeitete sie in verschiedenen Funktionen für die Firma Packaging Corporation of America. Gleichzeitig studierte sie bis 2003 an der University of Rochester im Bundesstaat New York, wo sie den Abschluss Master of Business Administration erhielt. Von 2003 bis 2012 war sie für die Firma International Paper im Verkauf (Sales Professional) tätig.
Politisch schloss sich Frau Hampton der Republikanischen Partei an. Später wurde sie auch Mitglied bei der 2009 entstandenen Tea-Party-Bewegung. Im Jahr 2014 kandidierte sie erfolglos für einen Sitz im Repräsentantenhaus von Kentucky. Ein Jahr später wurde sie von Matt Bevin, dem Republikanischen Kandidaten für die Gouverneurswahl des Jahres 2015, zur Kandidatin für das Amt des Vizegouverneurs ernannt. Am 3. November 2015 wurden Bevin und Hampton zum neuen Gouverneur bzw. Vizegouverneur von Kentucky gewählt. Seit dem 8. Dezember 2015 ist Jenean Hampton als Vizegouverneurin Stellvertreterin des Gouverneurs.
Hampton ist mit Doyle Isaak, einem ehemaligen Luftwaffen-Offizier verheiratet. Das Paar lebt in Bowling Green in Kentucky.